# El Pont de Claverol
El Pont de Claverol es un pueblo situado a orillas del río Noguera Pallaresa. Forma parte del municipio de Conca de Dalt (hasta 1969 pertenecía al término municipal de Claverol), en el Pallars Jussá (provincia de Lérida, Cataluña, España).
Es el pueblo que hace de capital del municipio.

## Historia
Nació como un barrio del pueblo de Claverol. Pascual Madoz en su obra Diccionario geográfico ... de 1845 dice que es una casería de Claverol. Con el paso del tiempo se fue consolidando como pueblo con personalidad propia, hasta el punto de ejercer la capitalidad del municipio formado en 1969 tras la agrupación de los cuatro antiguos municipios de Aramunt, Claverol, Hortoneda de la Conca y Toralla y Serradell.
En El Pont de Claverol existía -no podía ser de otra manera, ya que el santo había sido rector del sitio- la iglesia parroquial de San José de Calasanz, pero esta iglesia fue una de las tantas construcciones del pueblo que desaparecieron en las grandes inundaciones que sufrió la zona en 1937. El patronazgo, sin embargo, fue trasladado a la iglesia parroquial actual, bajo la advocación de la Virgen del Rosario y San José de Calasanz.
La Casa de la Beguda fue la primera de este núcleo de población. Pertenecía a la familia de los Motes, que obtuvieron el título de Barones de Claverol, y la tradición dice que en esta casa tuvo siempre habitación reservada José de Calasanz, tanto mientras fue rector de Claverol, como después, cuando fue canónigo de Urgel y más tarde obispo de Barcelona.

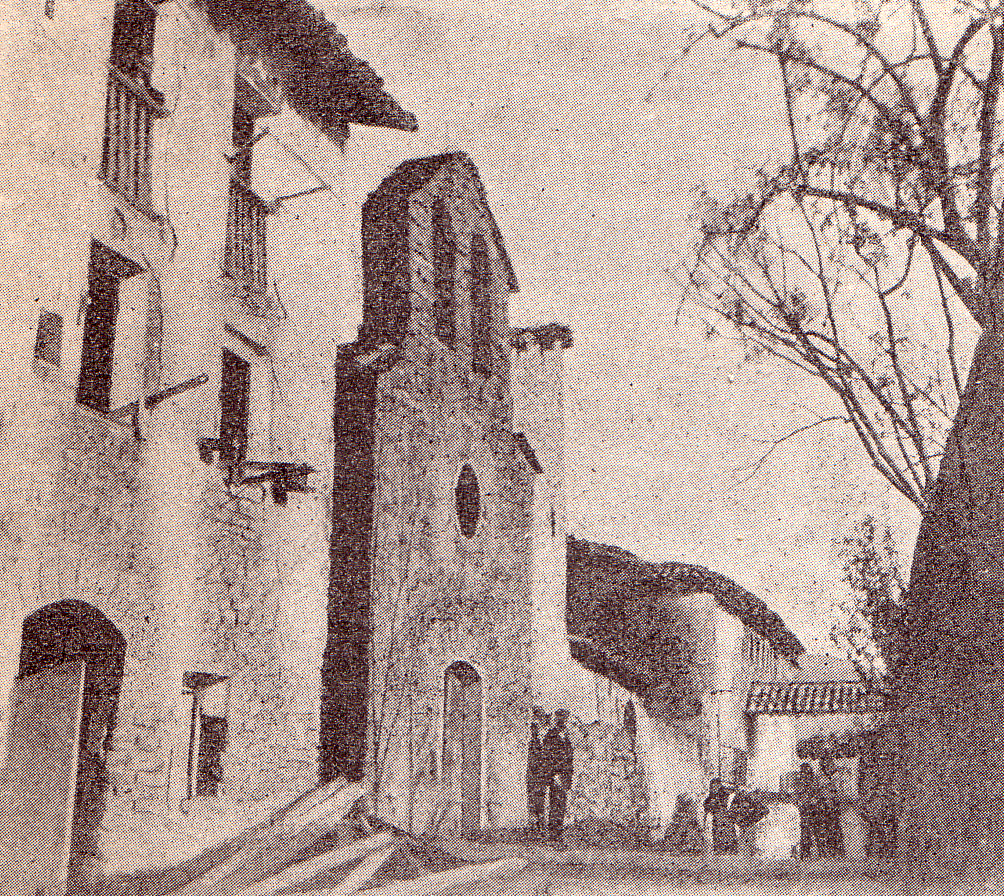
El Pont de Claverol hacia 1900.

Formaban la estructura principal del pueblo dos calles, la de Arriba y la de Abajo. Esta segunda desapareció en 1937, en la riada que devastó la zona y se llevó las casas de esta calle de Abajo, con la iglesia de San Antonio incluida. La compañía eléctrica construyó en la Puebla de Segur un barrio de casas para acoger a los damnificados; este barrio es conocido como las Casitas del Pont.
Casi un kilómetro al sur del pueblo, al lado de la orilla izquierda del pantano, se encuentra la capilla de la Virgen del Socorro.
El Pont de Claverol fue de los primeros pueblos en disponer de iluminación eléctrica a principios del siglo XX aprovechando la construcción de una central hidroeléctrica en sus alrededores.
Ceferí Rocafort (op. cit.) Comenta que:

en el término de Claverol hay 197 edificios, con 469 habitantes de hecho y 467 de derecho, de los cuales el pueblo de Claverol tiene 40 y 79, respectivamente, el Pont de Claverol, 65 y 183, Sant Martí de Canals, 38 y 122, y Sossís, 26 y 72. Además, hay 28 casas más esparcidas por el resto del término, entre las que menciona el mas Miret, los Masos de Baiarri y el Molino de Palacio, con la capilla de Sant Martí.

En 1970 tenía 142 habitantes, y era el segundo núcleo del término tras Aramunt. En 1981 sus habitantes eran 28 y en 2006, 11.
Antiguamente, había sido cuna de gancheros (raiers), personas que transportaban los troncos de madera desde el Pirineo hasta el Ebro aprovechando la corriente del agua de los ríos.

## Etimología
Como nombre de un antiguo barrio del pueblo de Claverol, el topónimo es moderno y claramente descriptivo: es el nombre del barrio de Claverol que se encuentra junto al puente sobre el río Noguera Pallaresa que comunica Claverol con la Puebla de Segur.

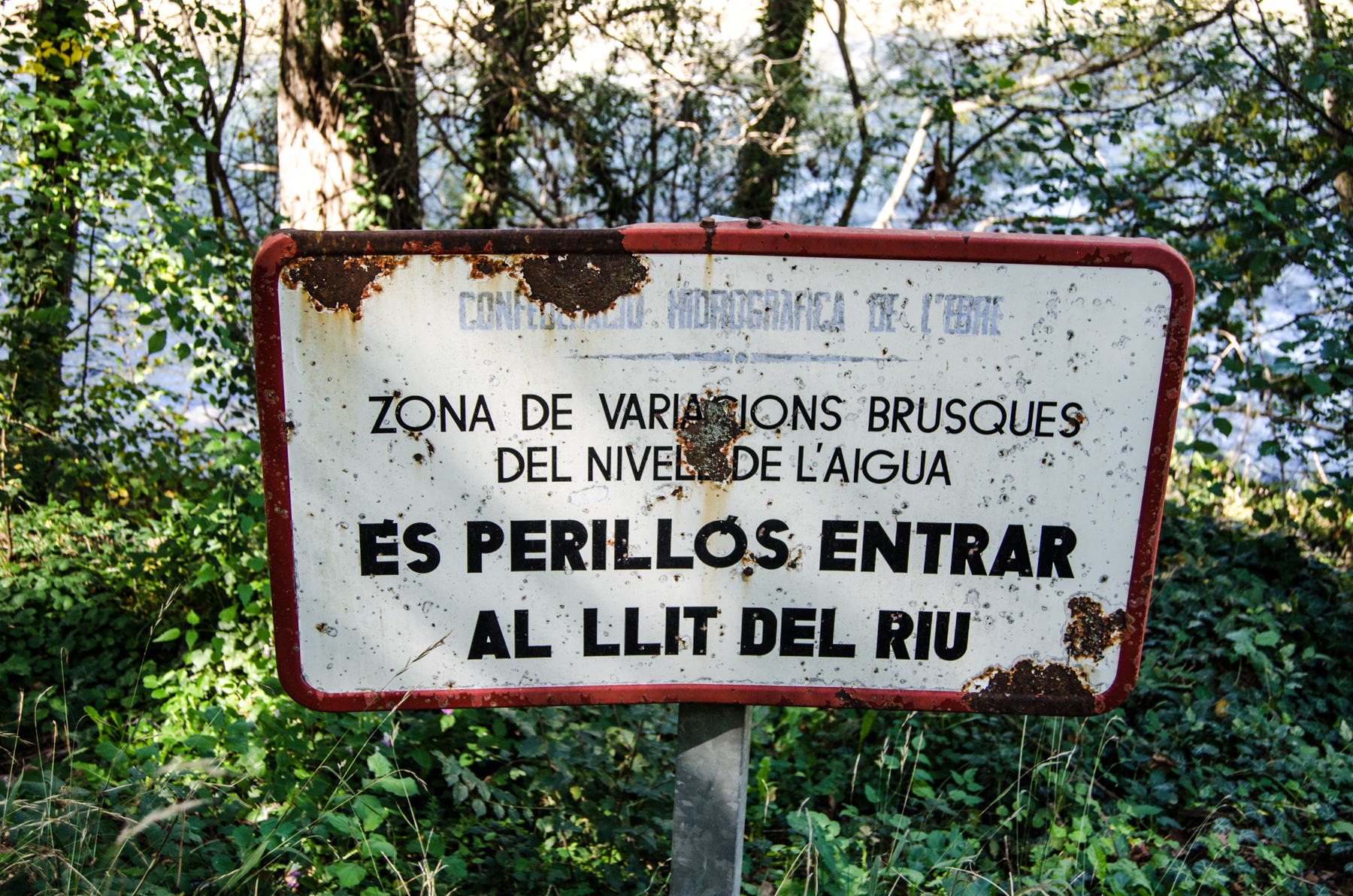
En El Pont de Claverol, siempre estuvo en riesgo por crecidas.

## Los puentes
- El puente primitivo era de madera, colgado con un sistema de sirgas, o cuerdas, que lo mantenían tenso, estrecho, apto sólo para el paso humano y, en todo caso, de pequeños animales.

- A mediados del siglo XX en el mismo emplazamiento se construyó un nuevo puente.  Este "puente de Claverol" une los términos municipales de Conca de Dalt y Puebla de Segur, Pallars Jussá. Toca el pueblo de Pont de Claverol.[1]

- En los primeros años del siglo XXI años se edificó un nuevo puente que comunica Puebla de Segur con los pueblos situados en la orilla izquierda del río Noguera Pallaresa y que ya no pasa por el Pont de Claverol. Está situado en la cola del embalse de Sant Antoni. Es una obra de ingeniería moderna más ancho (10 m) y largo (85 m) que el anterior.[1]

Ambos puentes modernos van a dar a la carretera local LV-5182 en sus dos trazados, el antiguo y el actual.

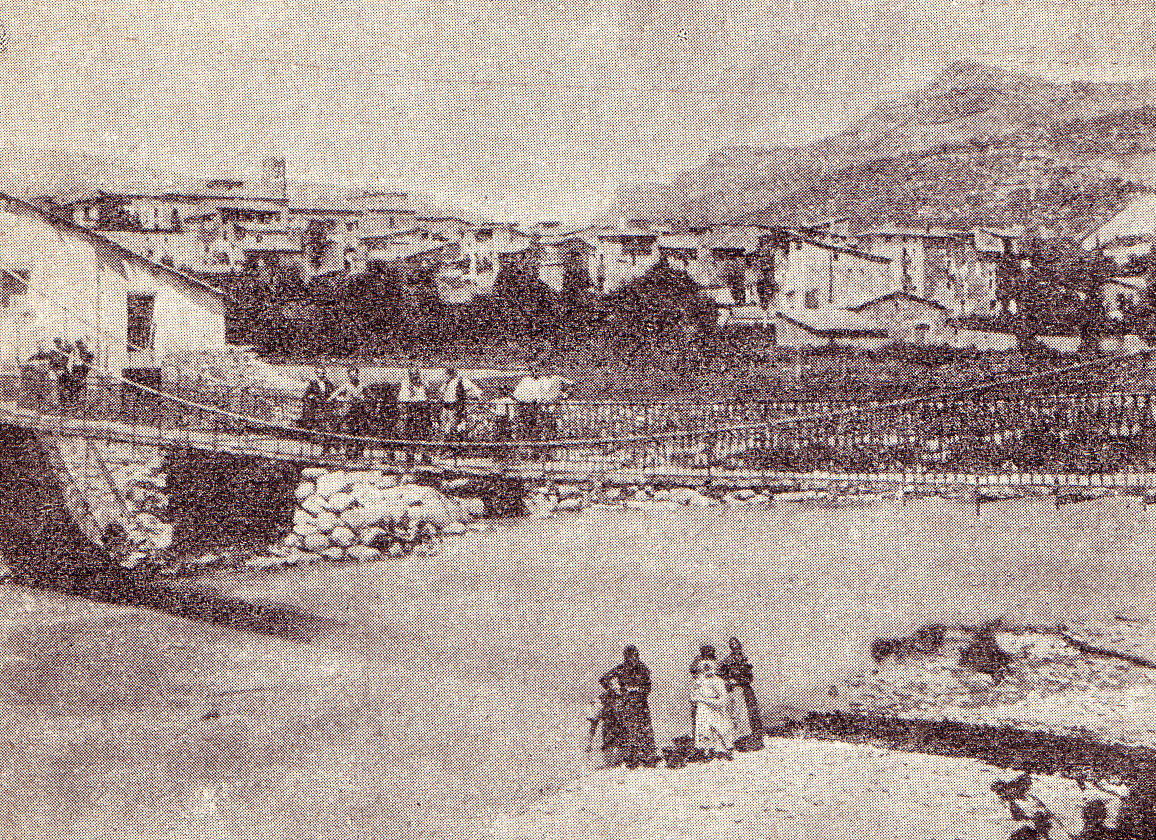
Puente antiguo sobre el río Noguera Pallaresa.
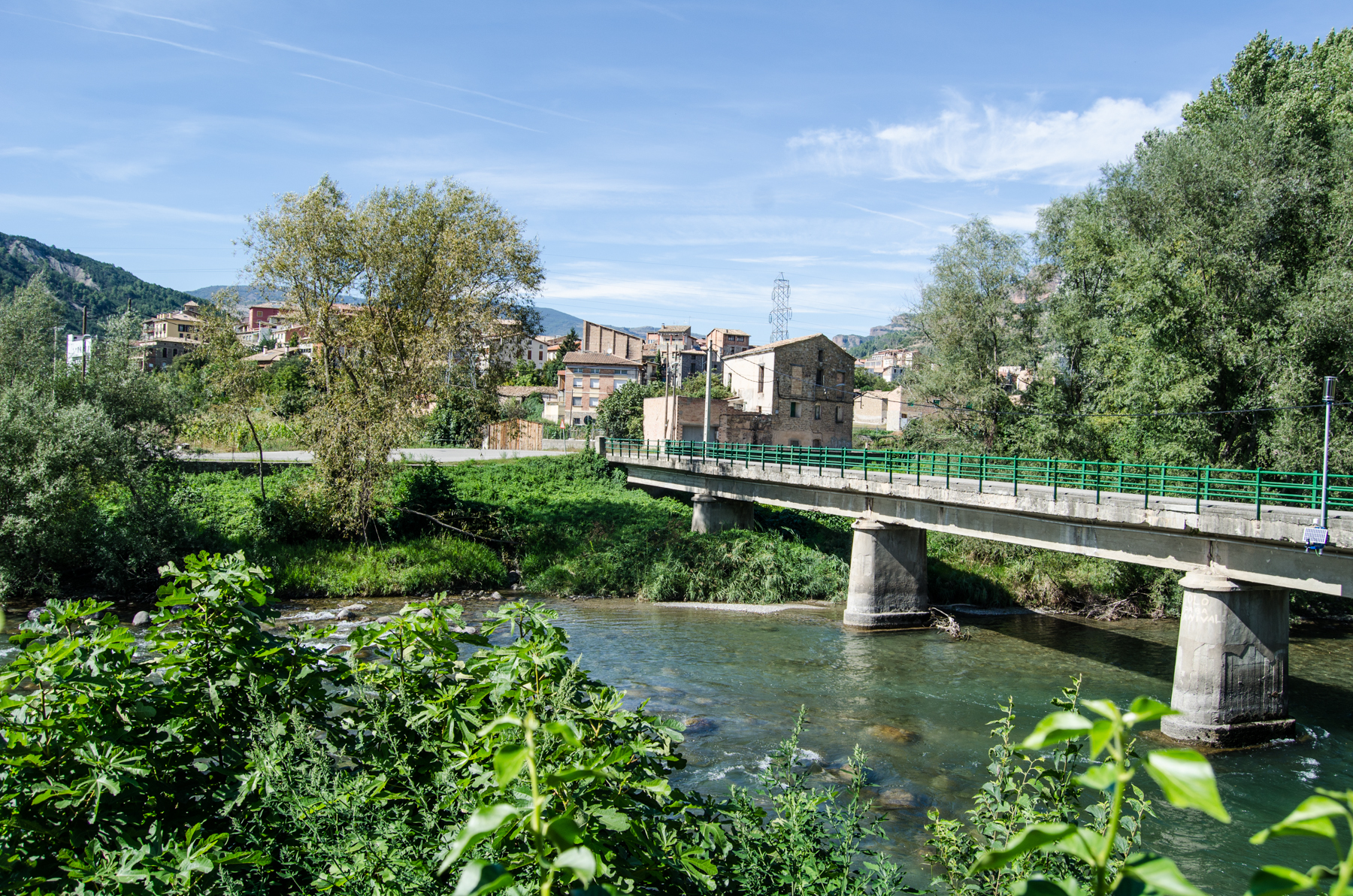
Puente de acceso directo de El Pont a Puebla de Segur.
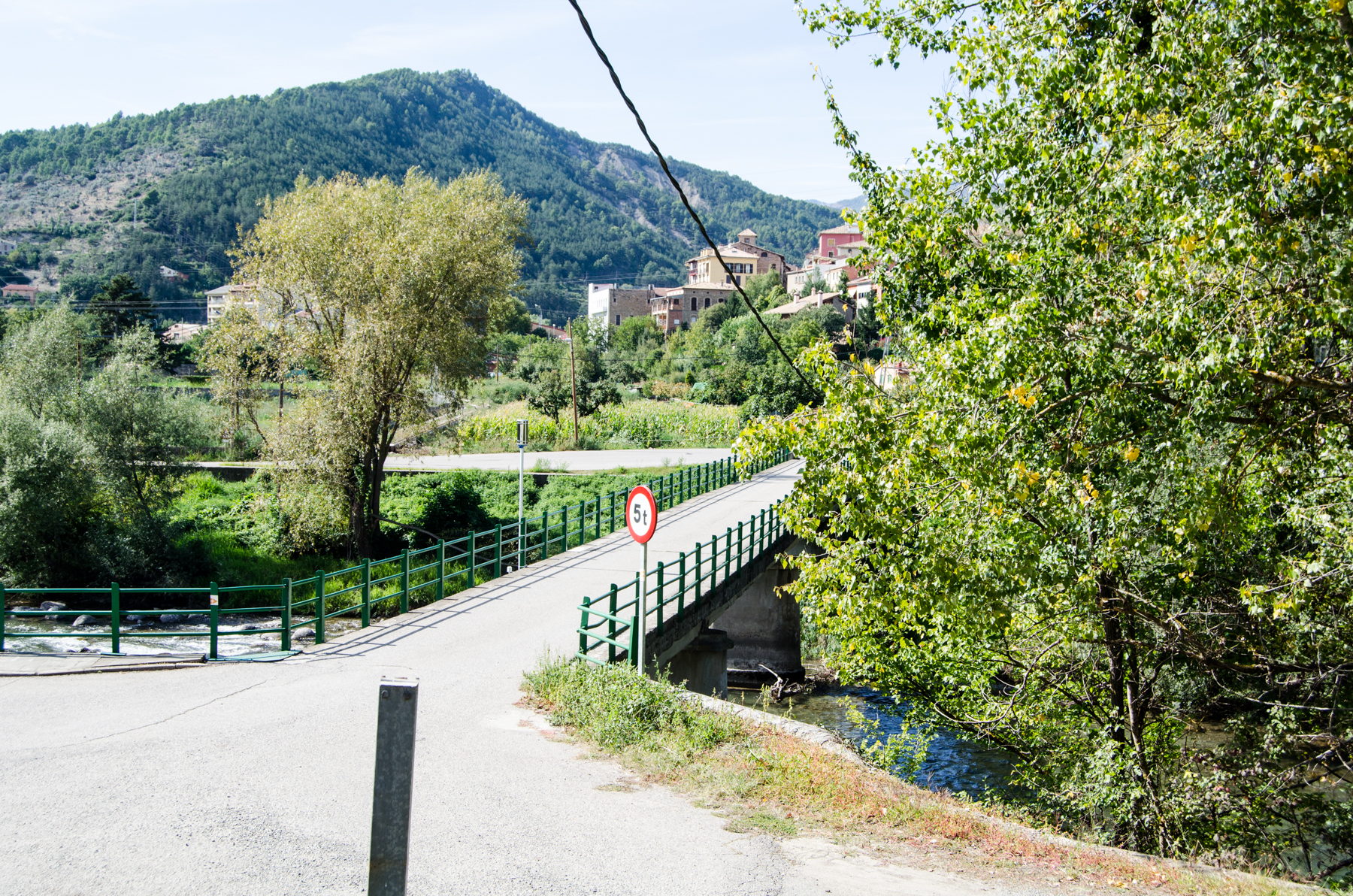
Puente de acceso directo de El Pont a Puebla de Segur.

## Central hidroeléctrica
La Central Hidráulica de Sossís, de Ibérica de Energías, es una minicentral hidroeléctrica que se ubica en el pueblo de Pont de Claverol. Está a la izquierda del río Noguera Pallaresa, al norte de Pont de Claverol y al final del recorrido del Canal de Sossís, cuyo agua que mueve sus turbinas.
Cuando el canal llega al término de Conreu, salva 20 m de desnivel para alimentar la central eléctrica.
Tiene una potencia instalada de 3 000 kW con una producción media de 20 000 000 kWh.

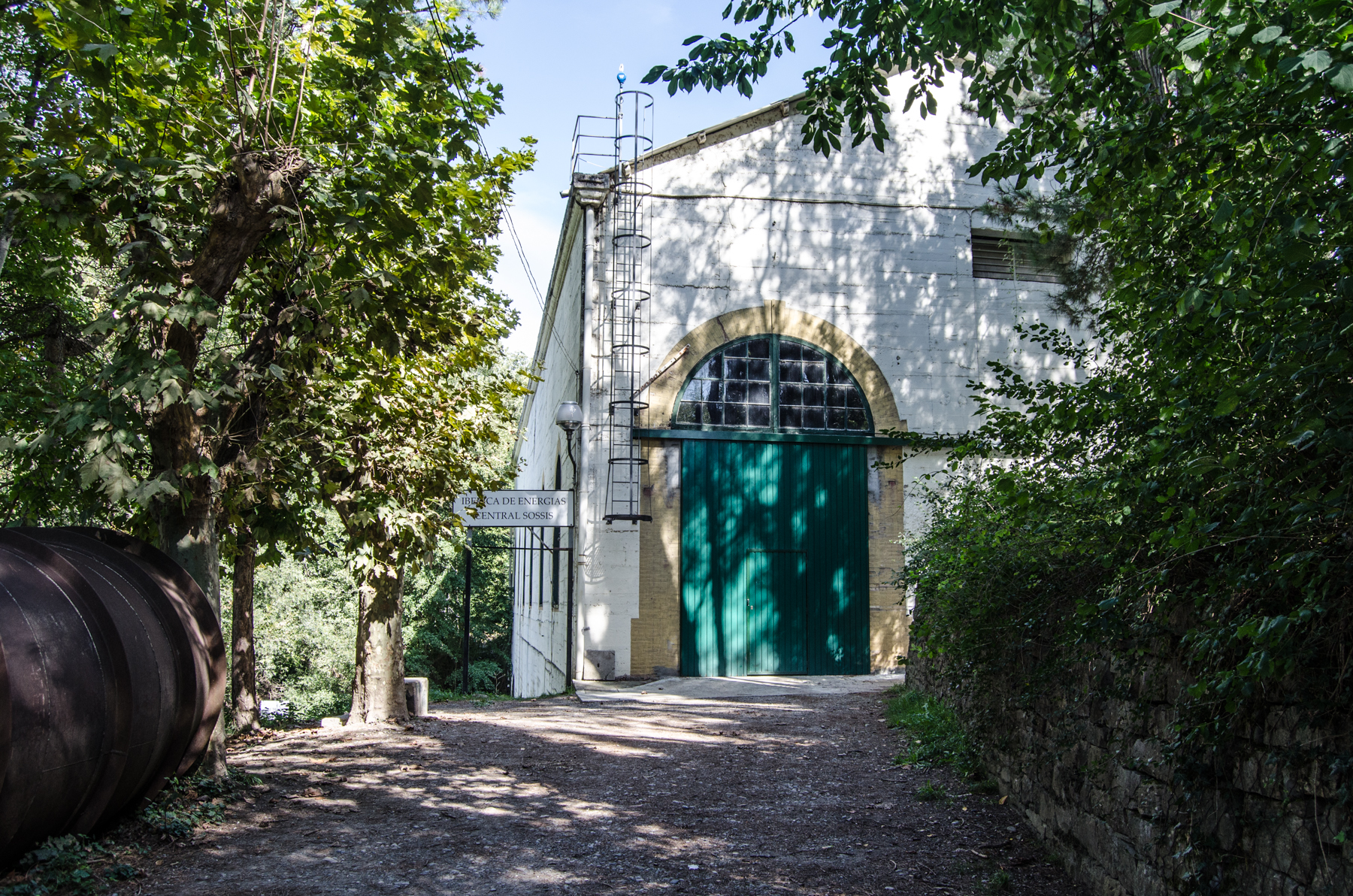
Central de Sossís. Edificio.
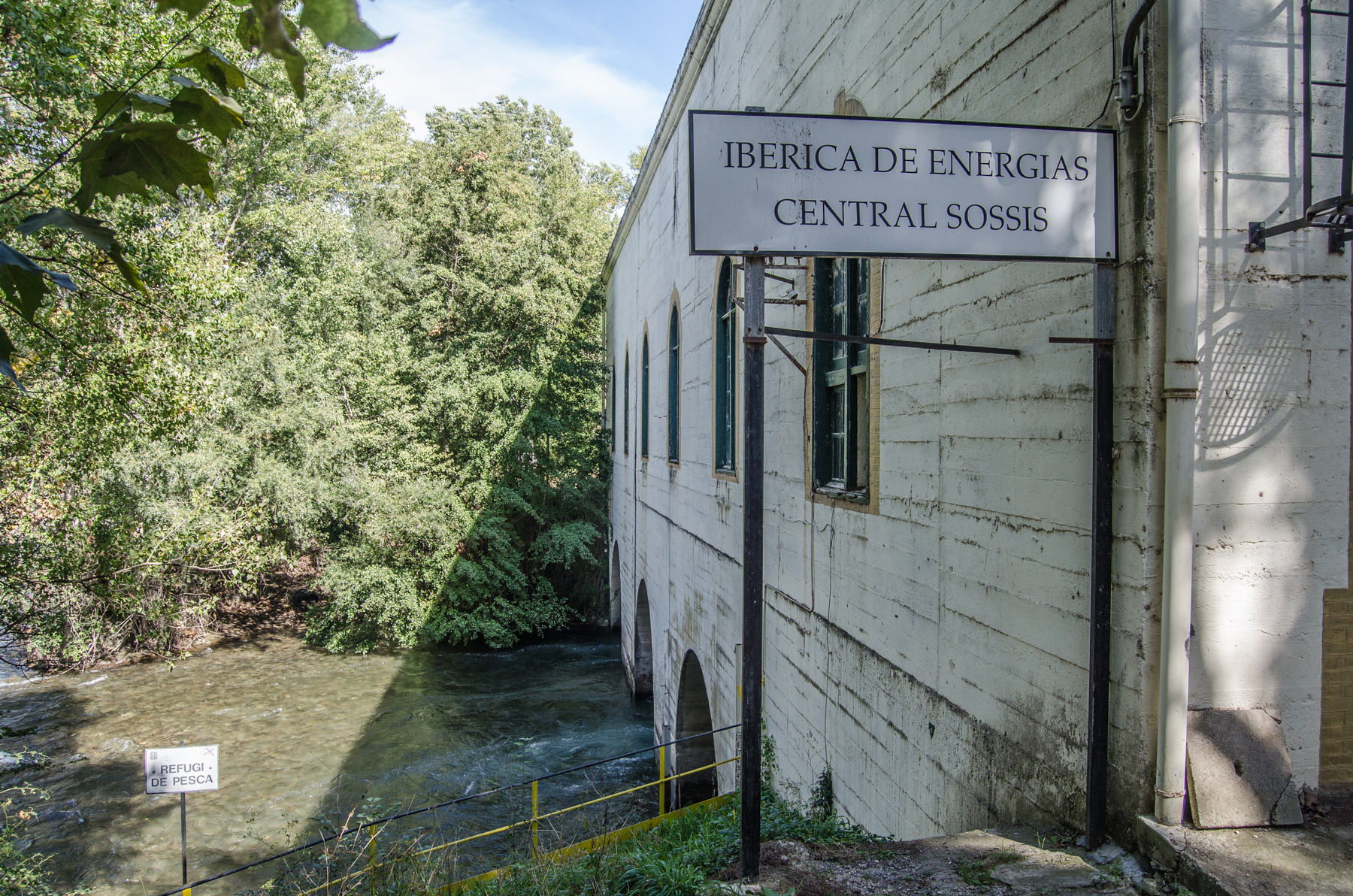
Central de Sossís. Edificio y salida del agua.
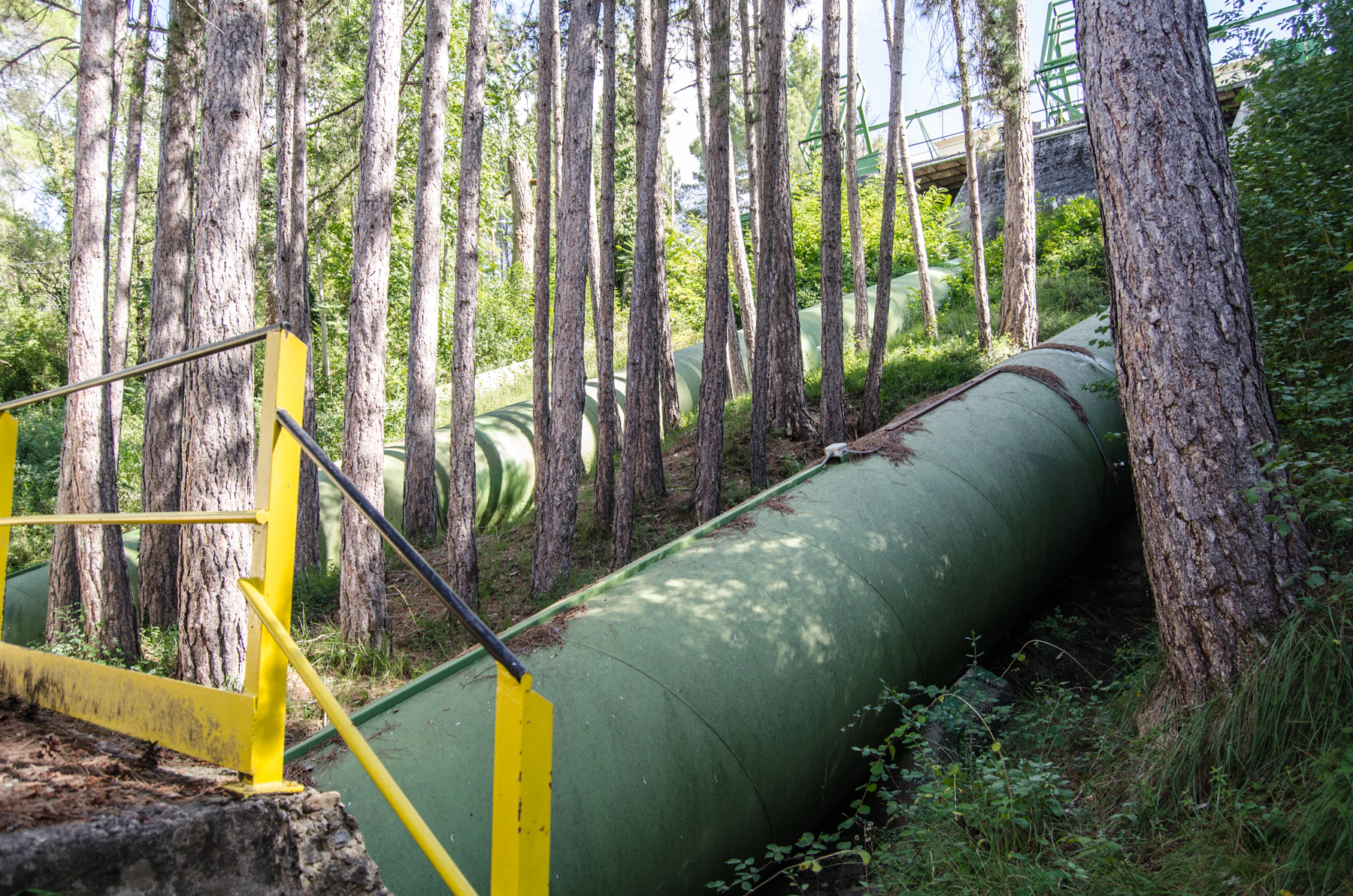
Central de Sossís. Caída del agua.
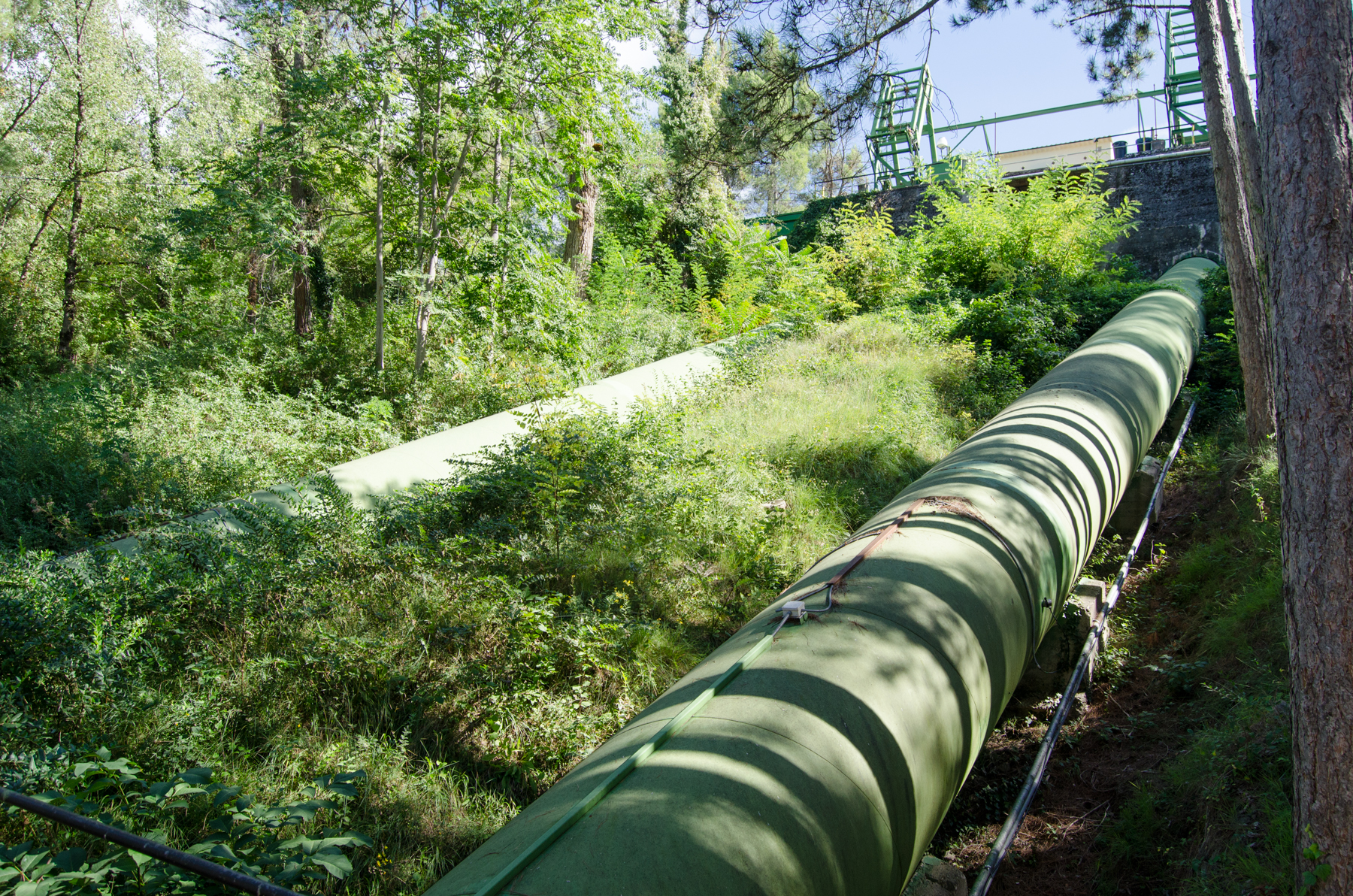
Central de Sossís. Caída del agua.

## Patrimonio
Ermita de la Virgen de los Dolores.

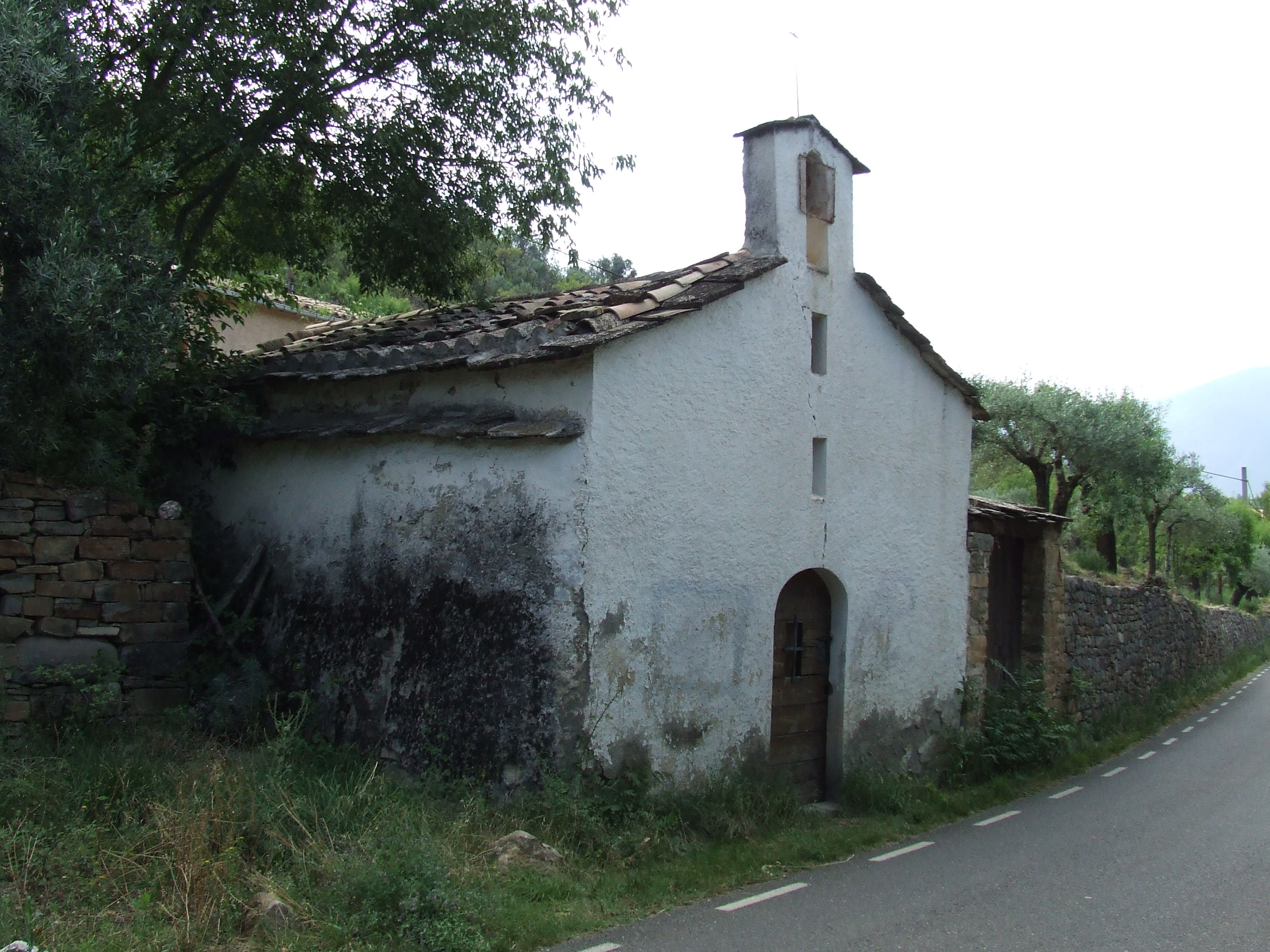
Ermita de la Virgen de los Dolores.

Capilla de la Virgen del Socorro.

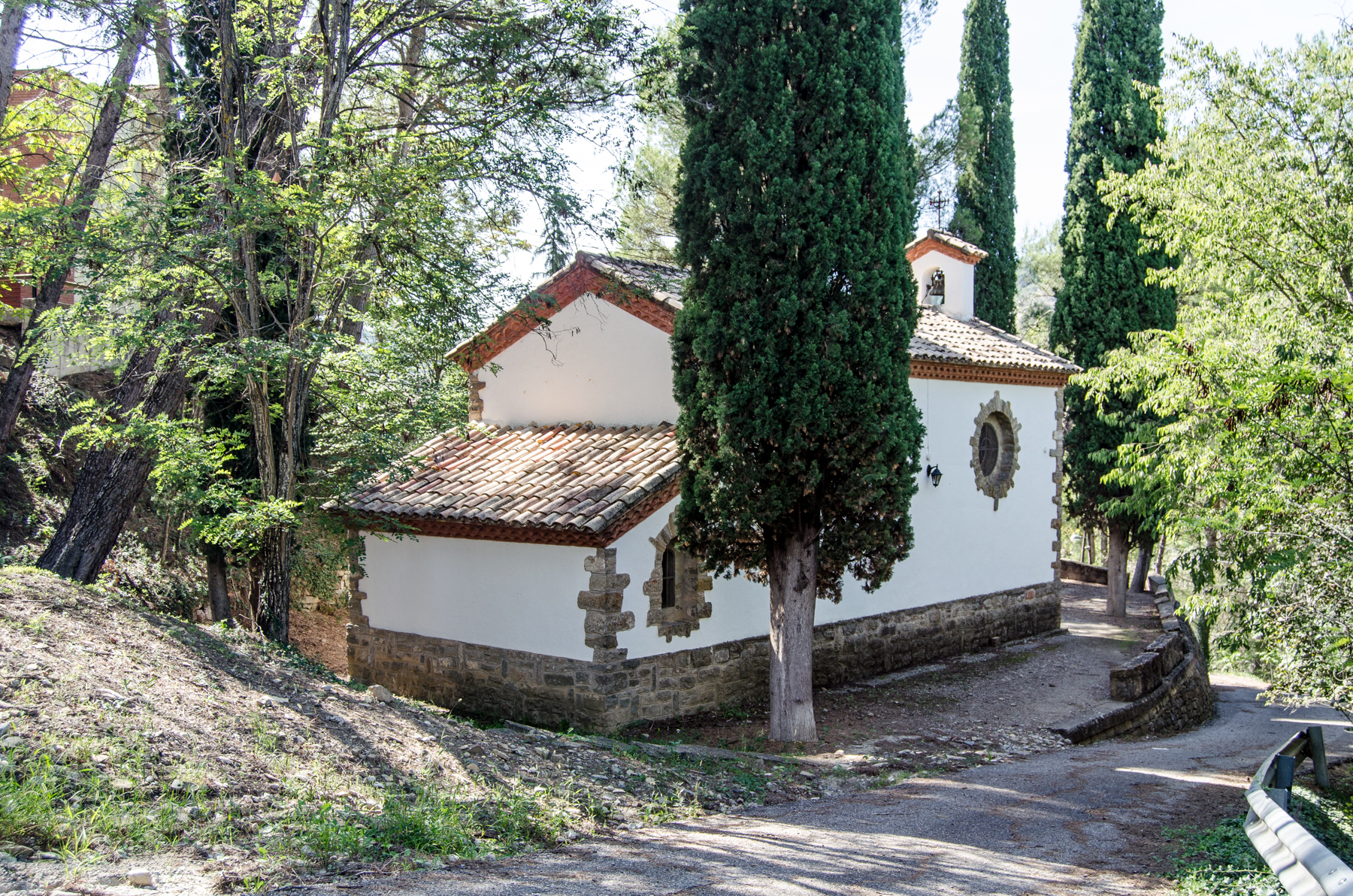
Capilla de la Virgen del Socorro.
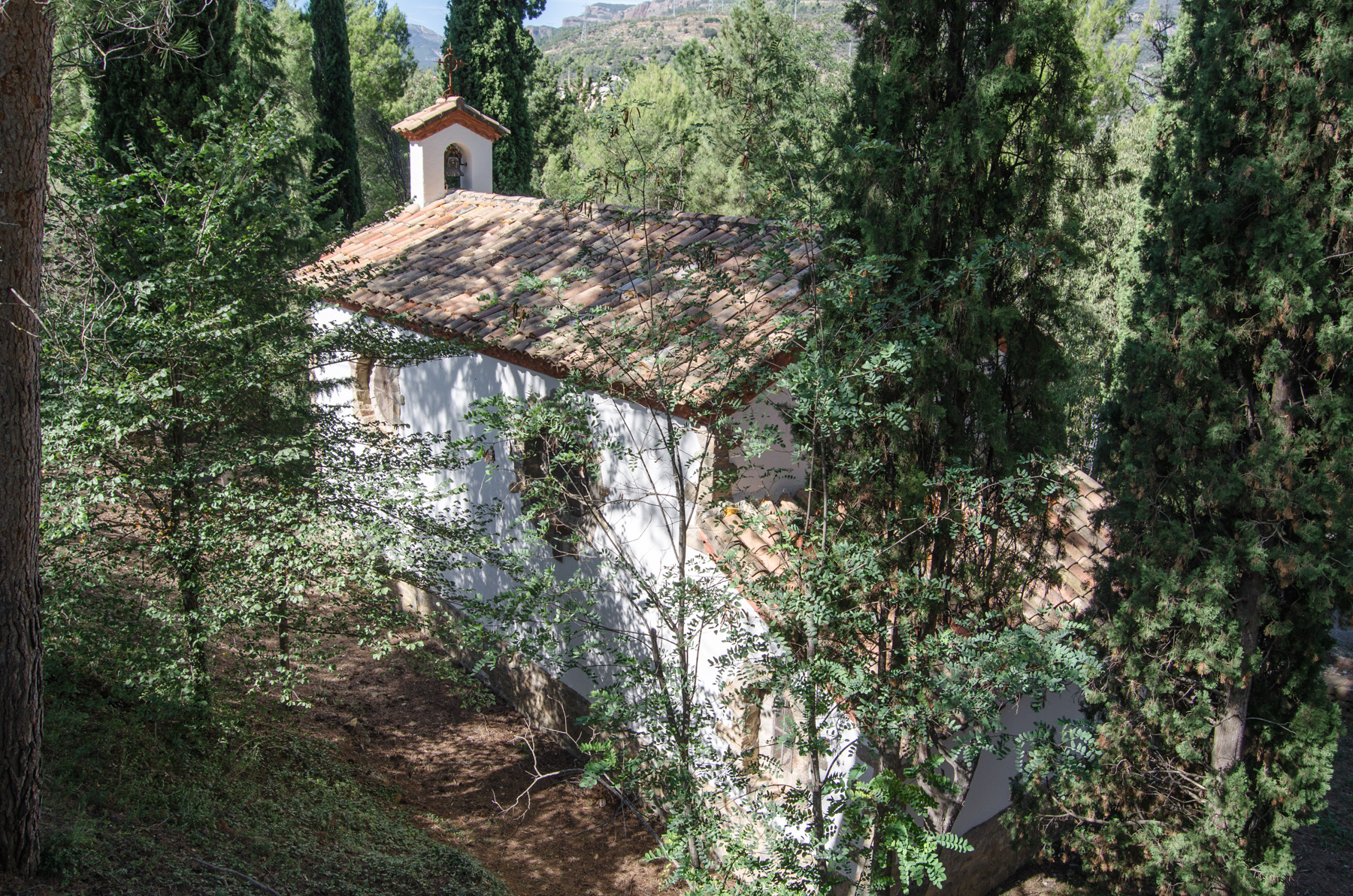
Capilla de la Virgen del Socorro.
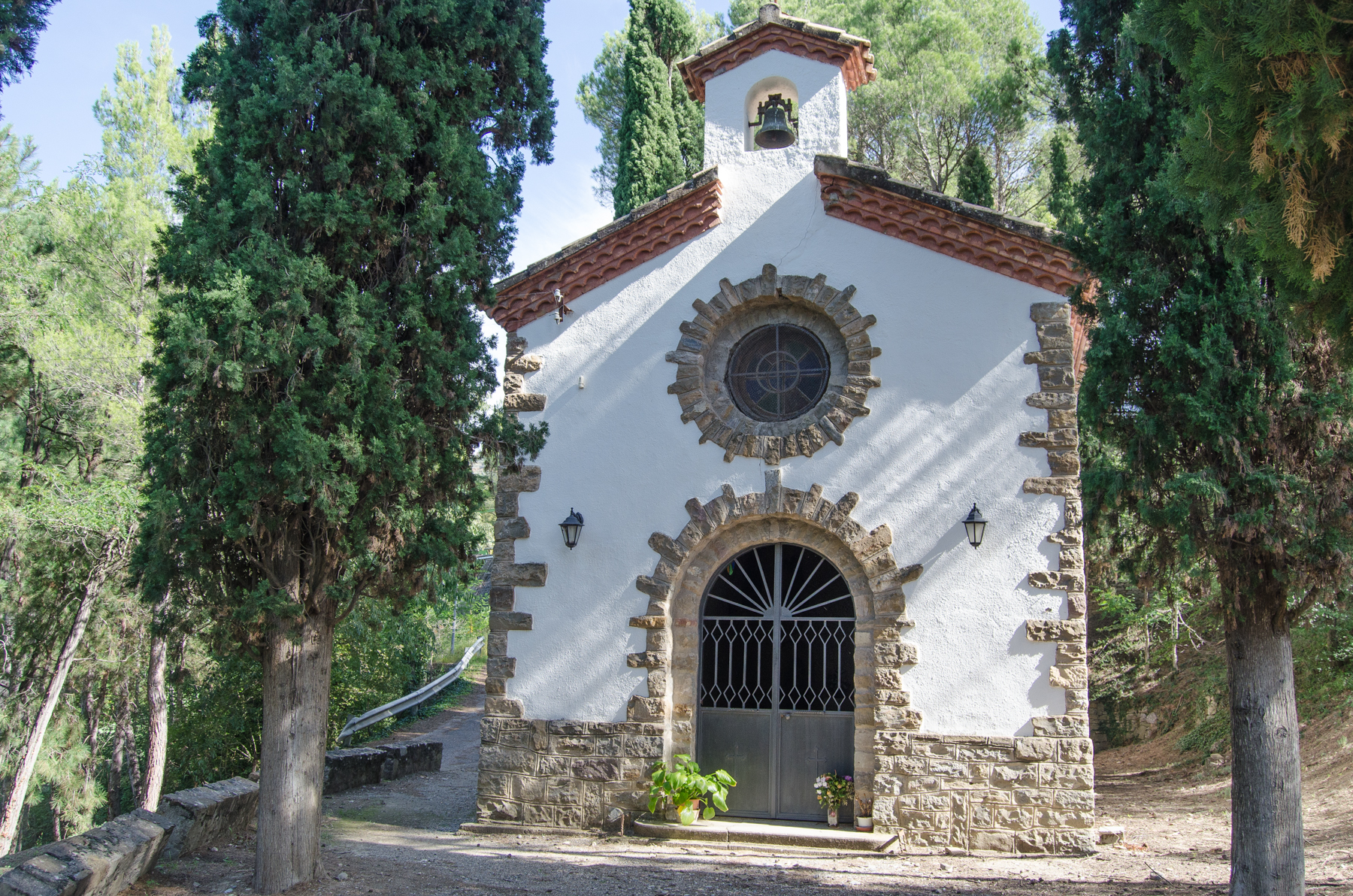
Capilla de la Virgen del Socorro.
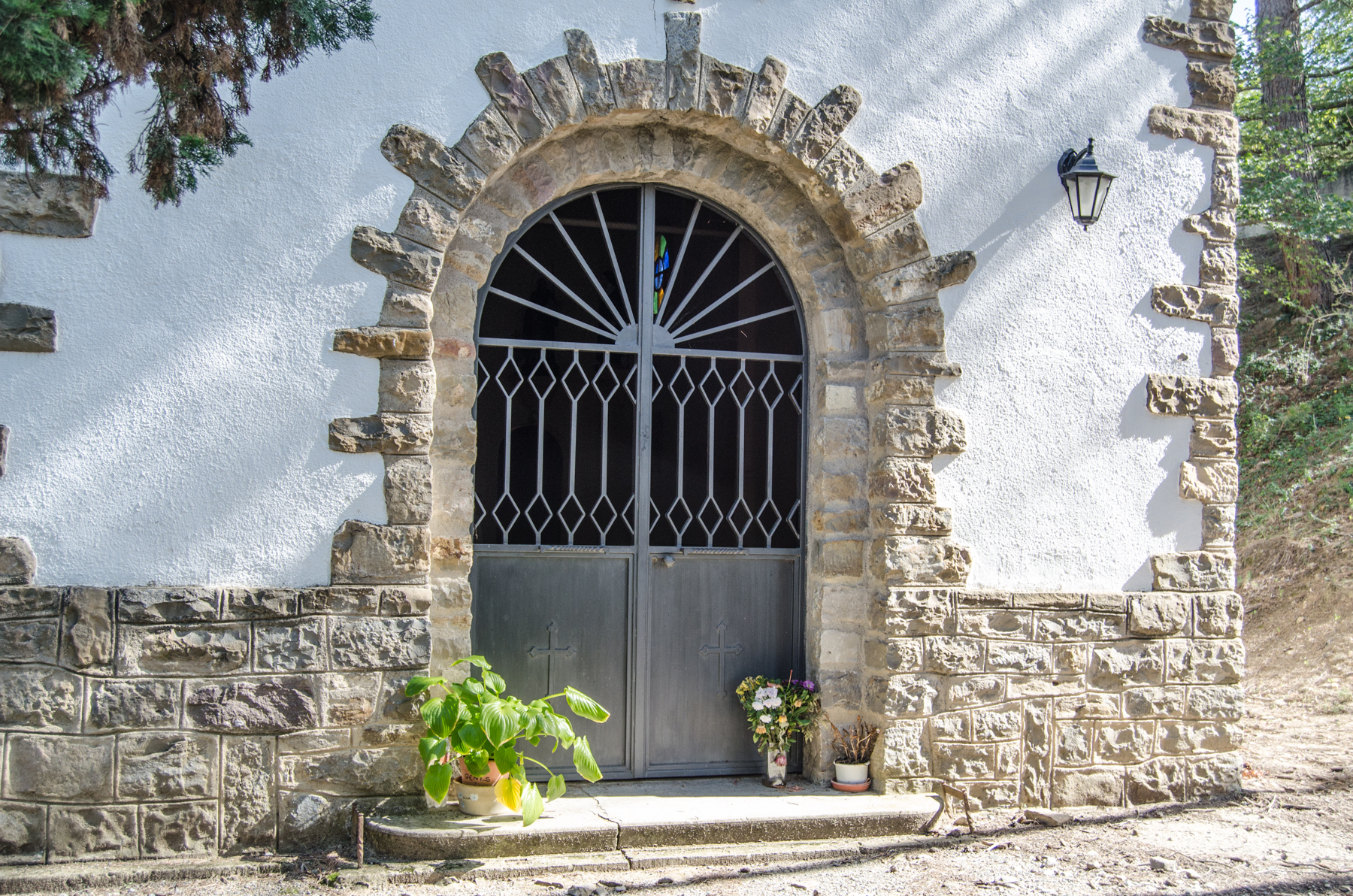
Capilla de la Virgen del Socorro.
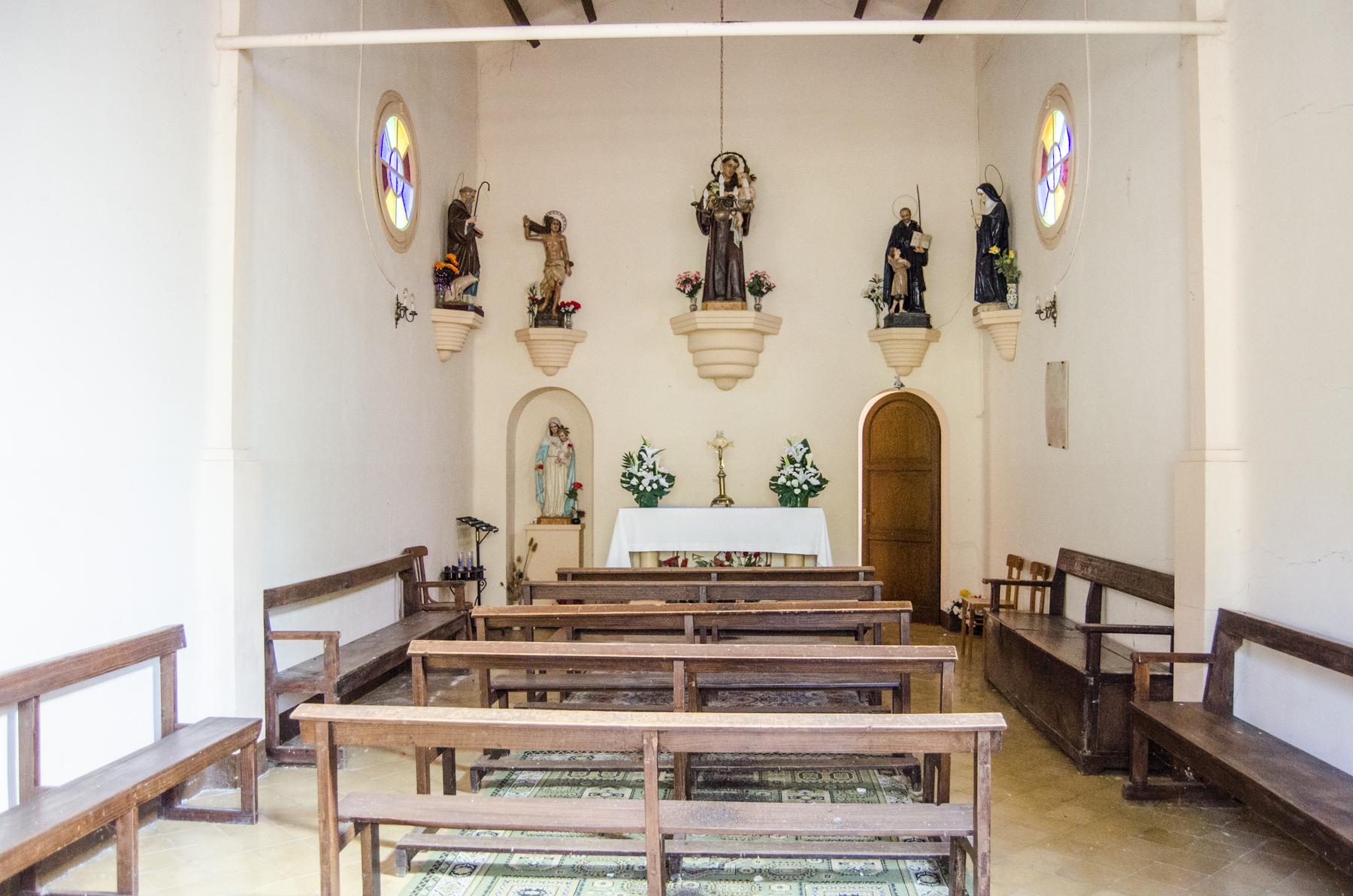
Capilla de la Virgen del Socorro.

Minicentral hidráulicaCentral Hidráulica del Sossís, de Ibérica de Energía.

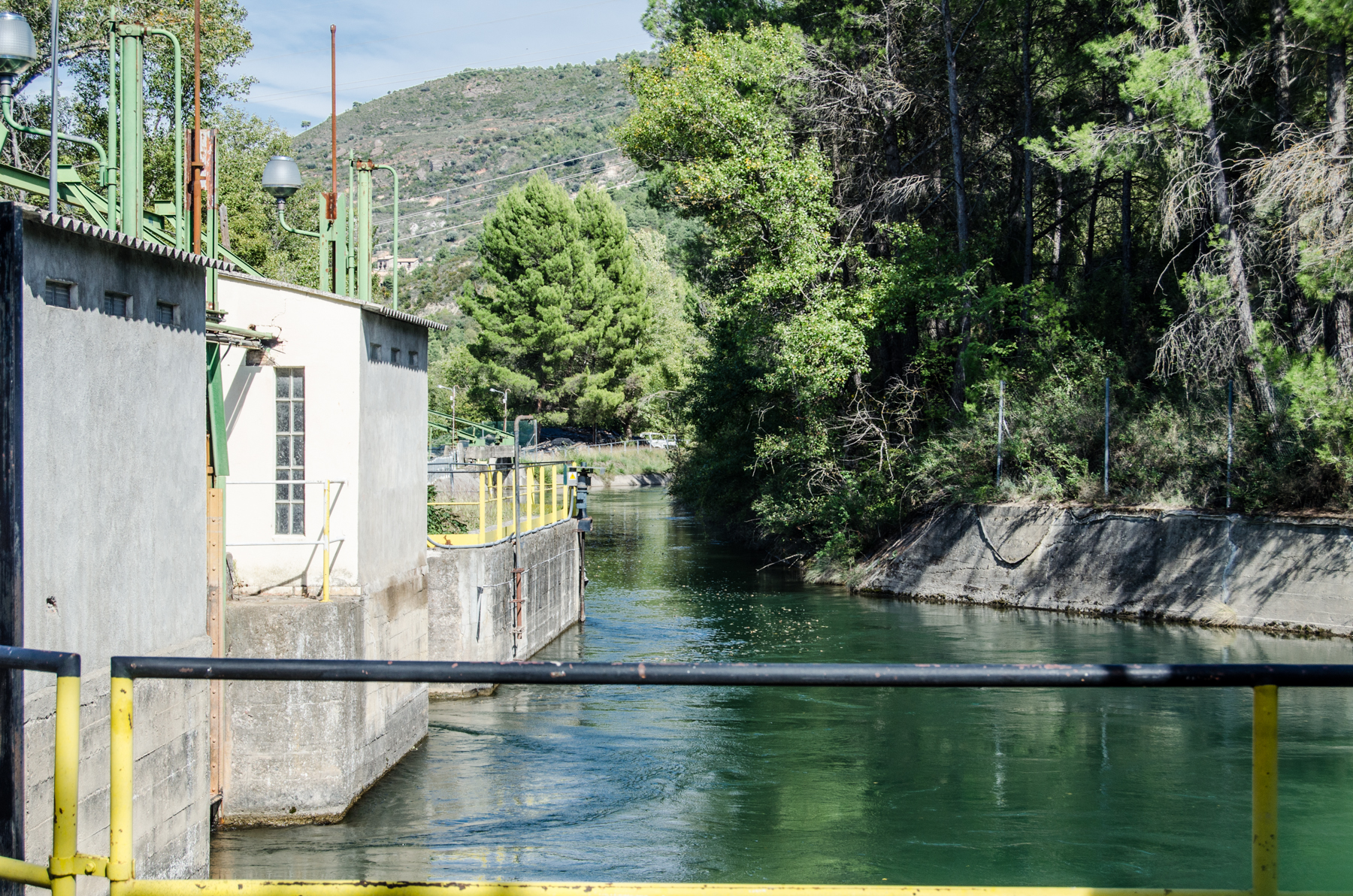
Presa del Canal de Sossís.

Museo de los Garrocheros de El Pont de Claverol (Museu dels Raiers d'El Pont de Claverol).

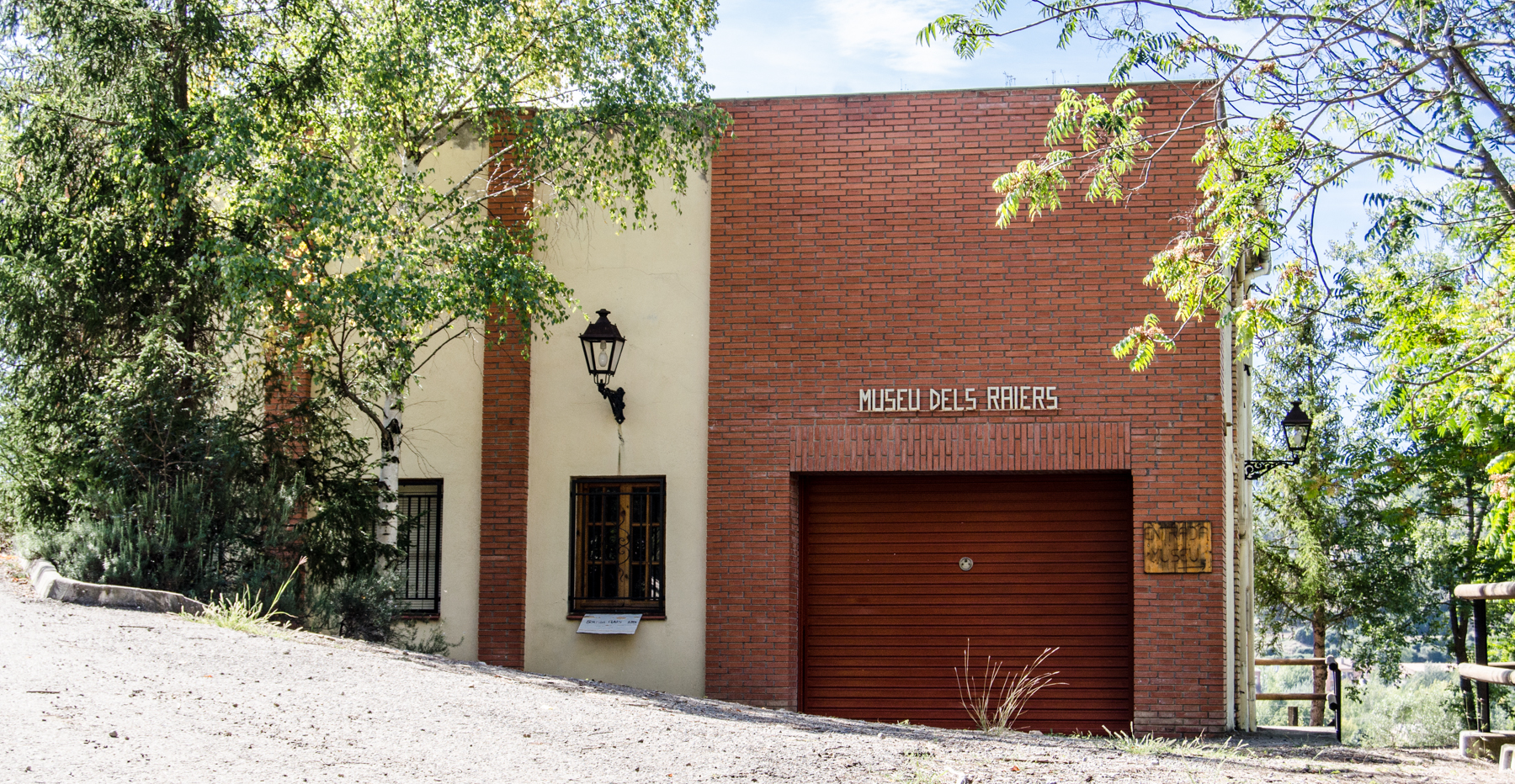
Museo de los Garrocheros (Raiers) de El Pont de Claverol.
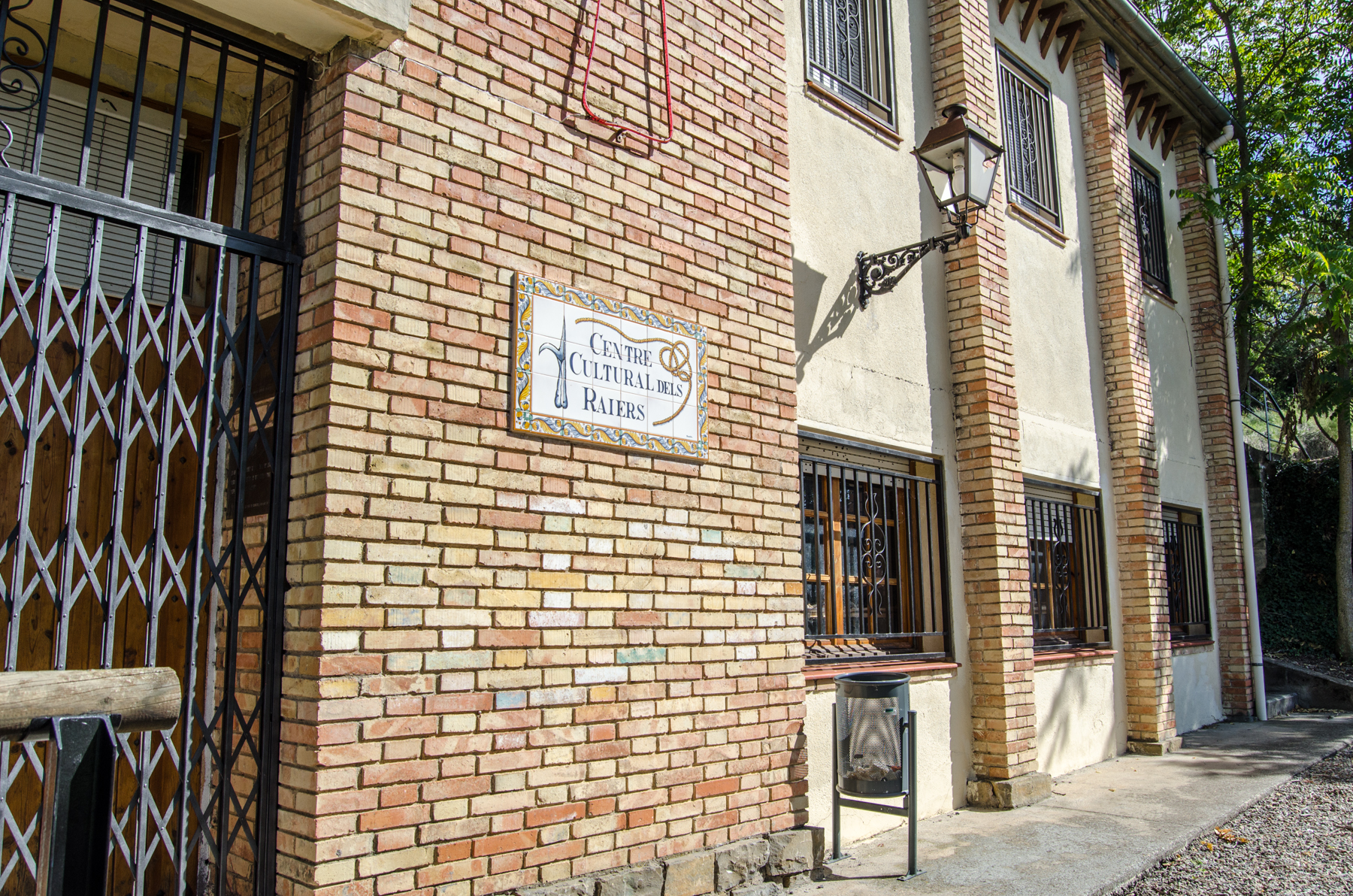
Museo de los Garrocheros (Raiers) de El Pont de Claverol.
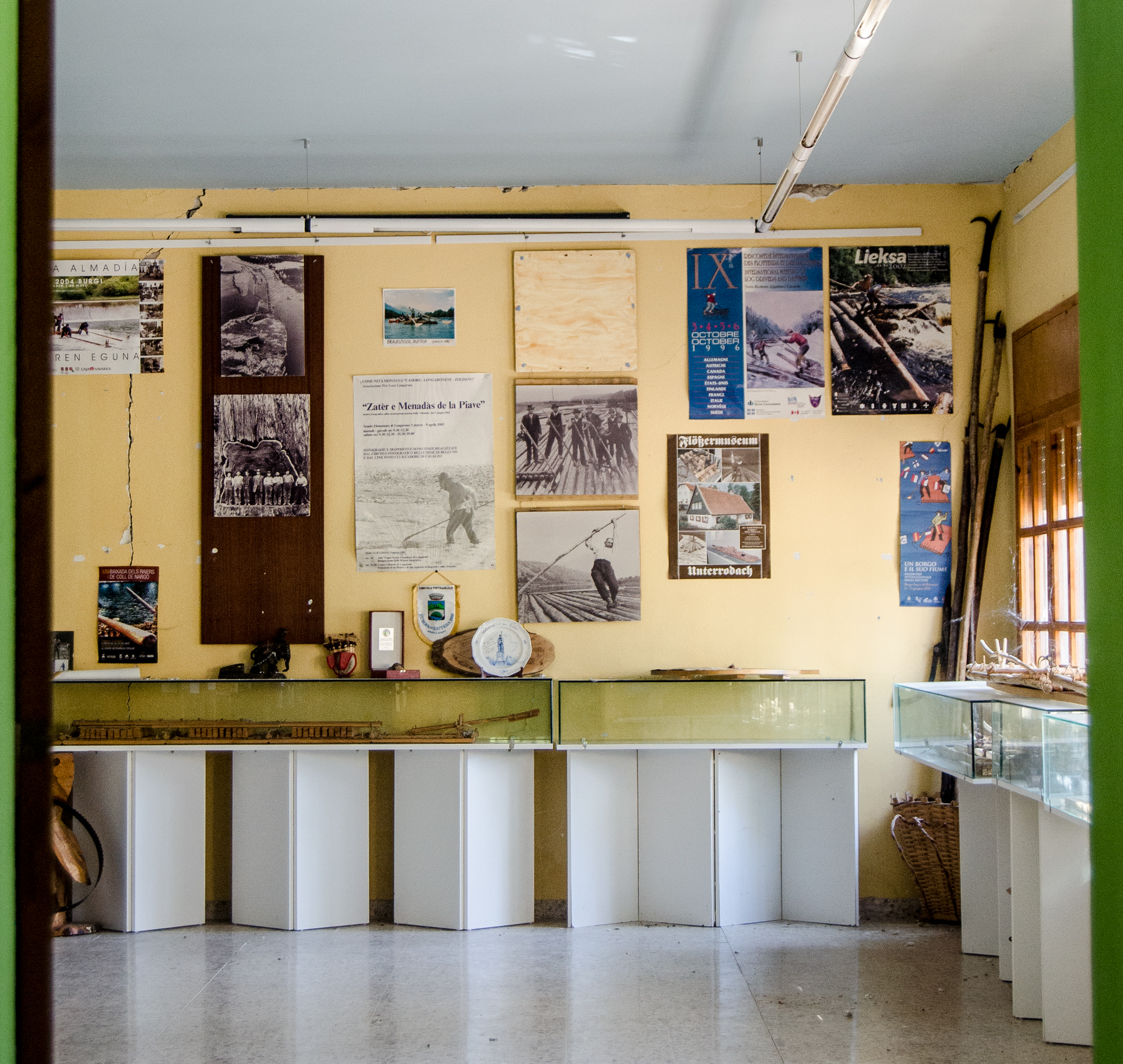
Museo de los Garrocheros (Raiers) de El Pont de Claverol.

## Otras imágenes

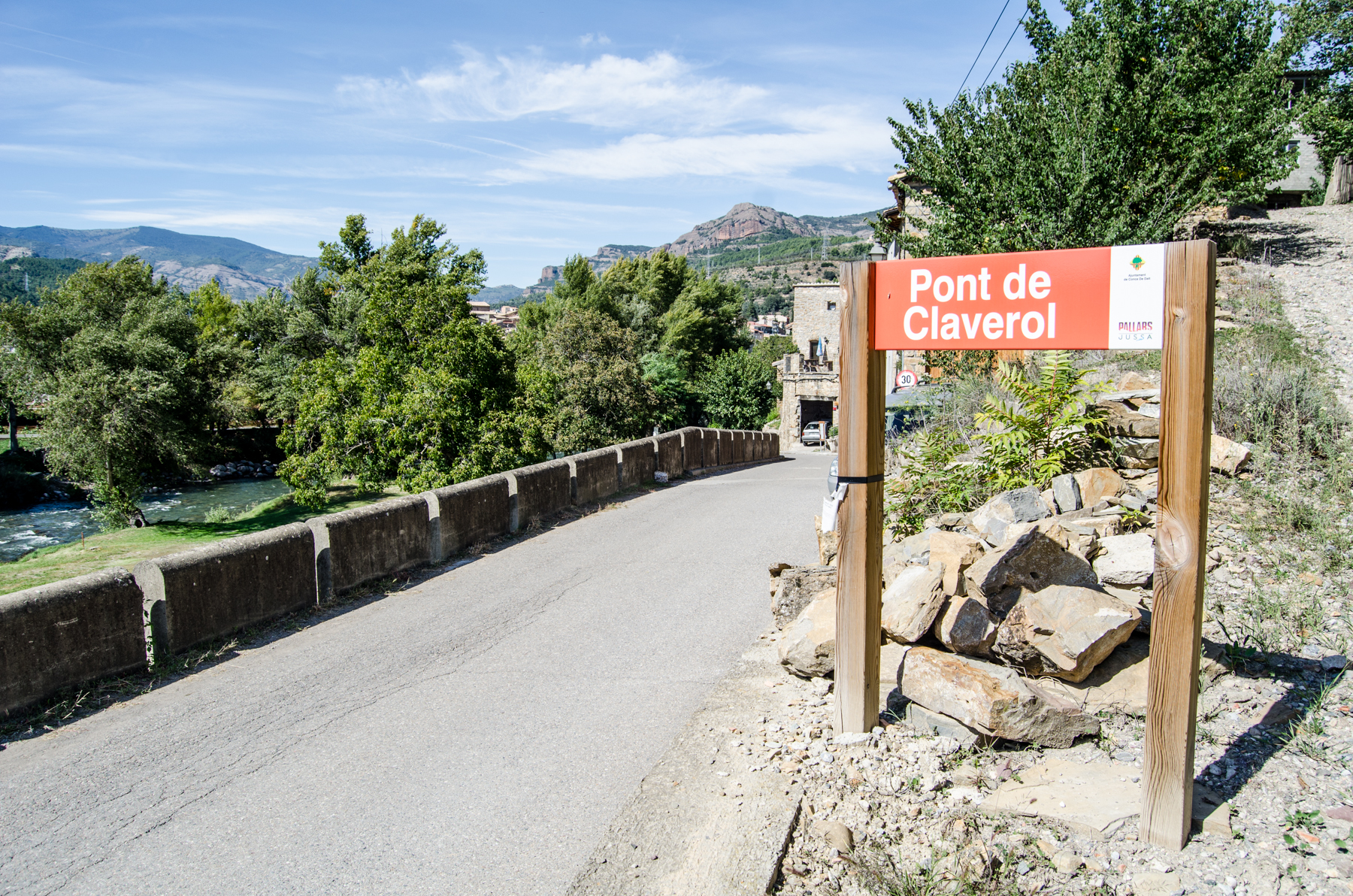
Acceso a El Pont de Claverol.
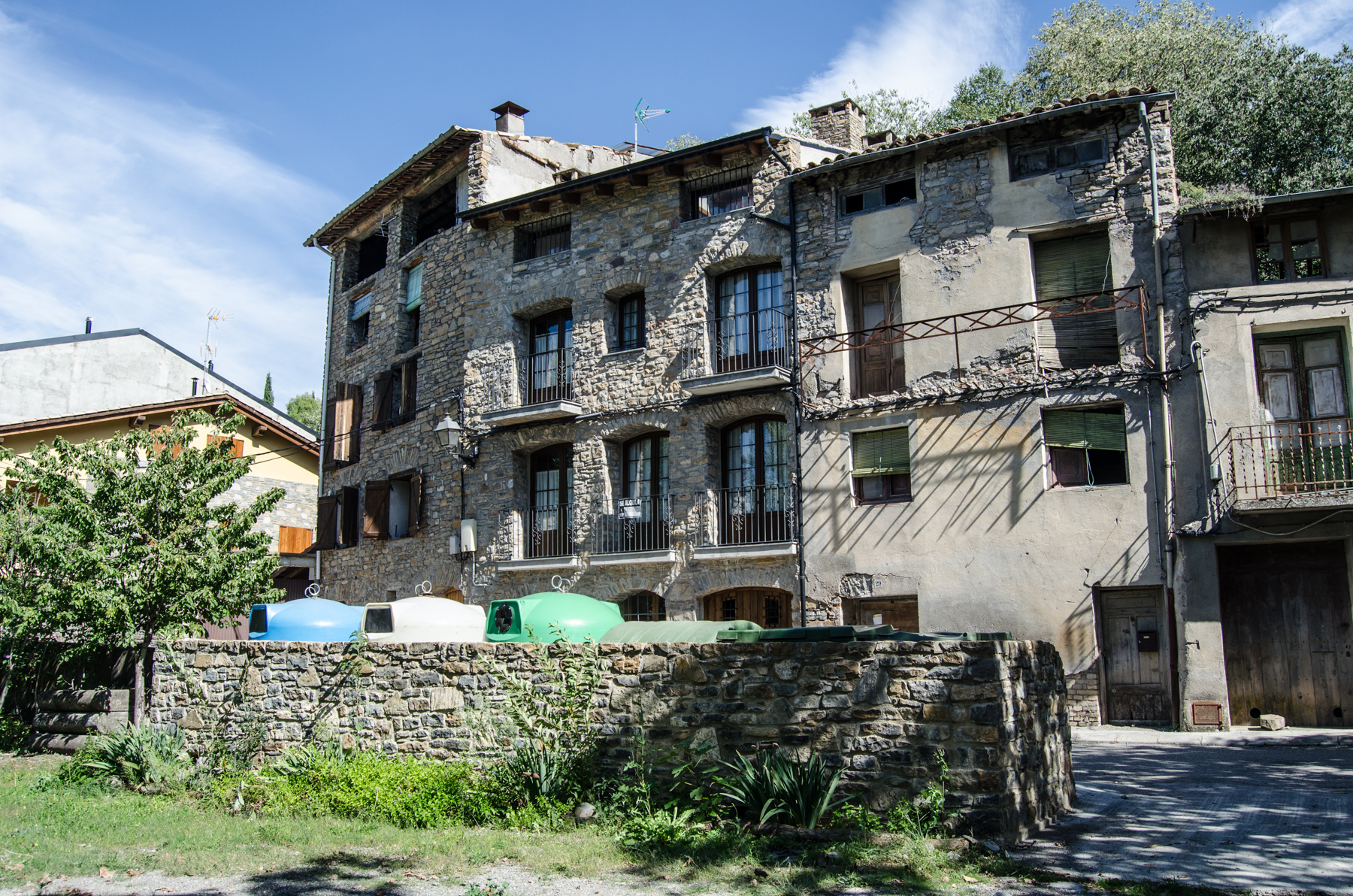
Algunas casas de El Pont de Claverol.
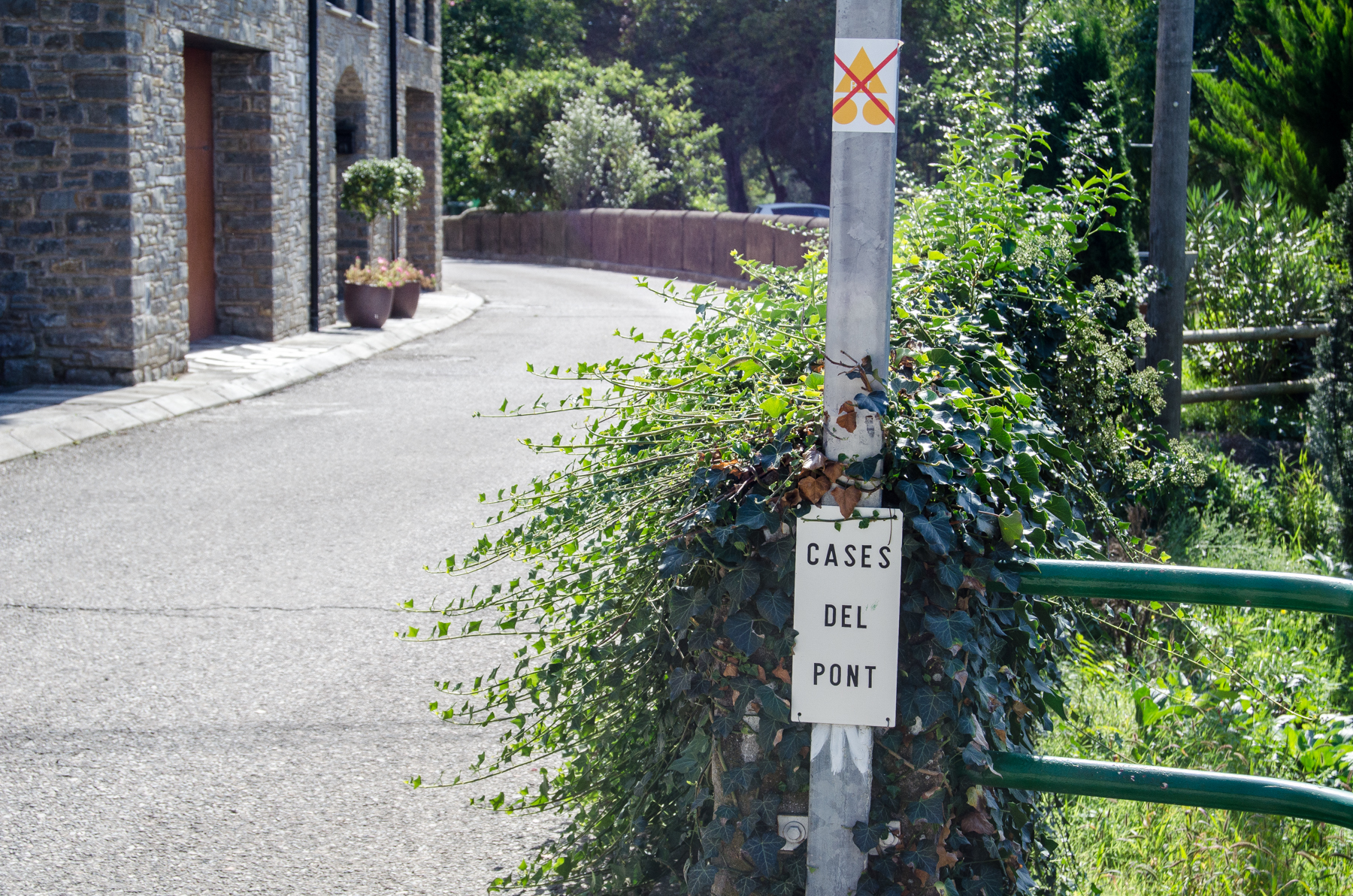
Calle principal.
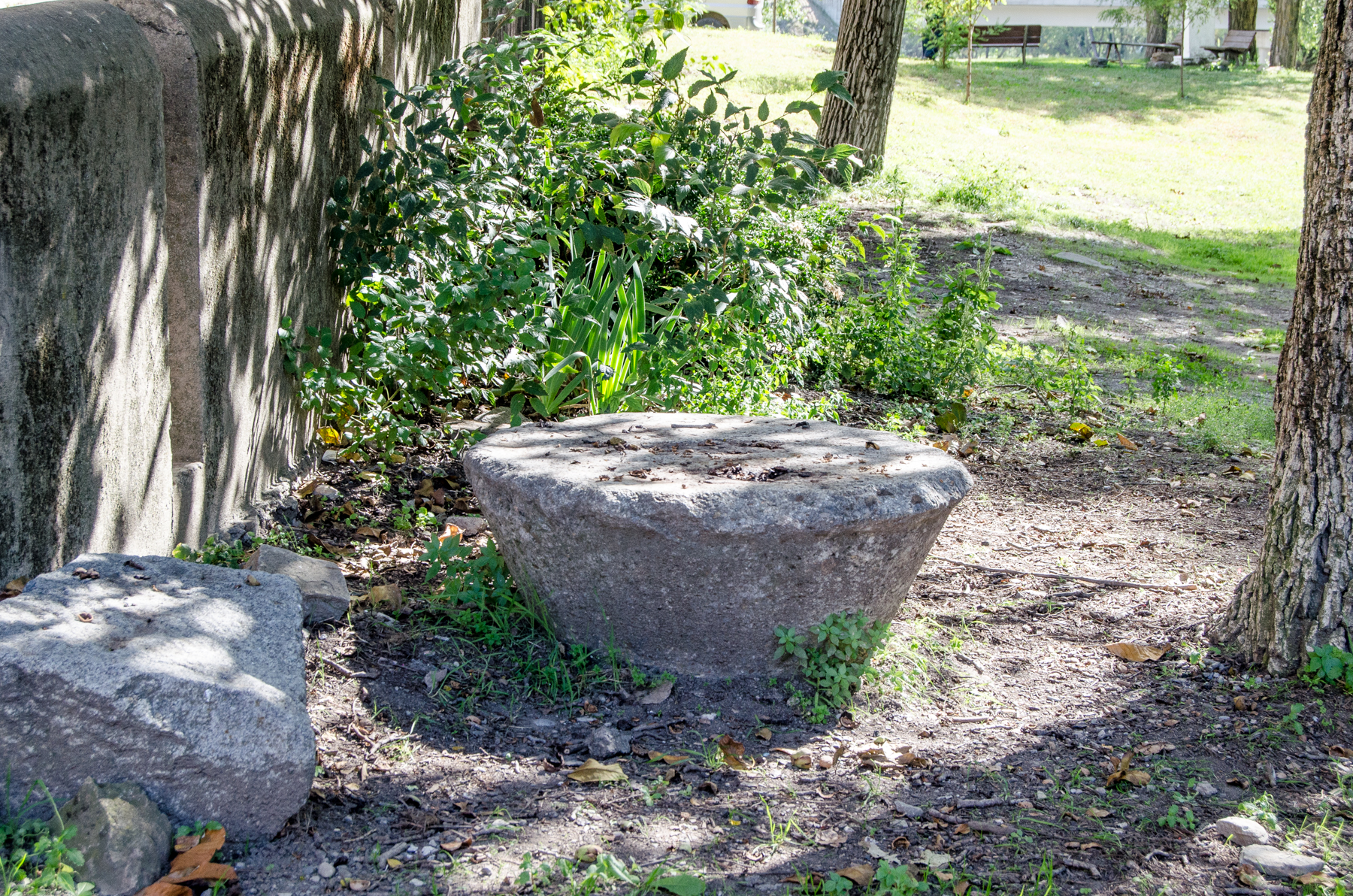
Piedra de molino.